# Praploštěnci
Praploštěnci (Acoelomorpha) je pravděpodobně parafyletická skupina drobných mořských živočichů dříve řazených mezi ploštěnce, nyní je jejich místo ve fylogenetickém systému na samé bázi bilaterií spolu s mlžojedy.
Mají jednoduchý hltan nebo pouze ústní otvor. Nemají střevo, trávení u nich probíhá rozptýlenými trávicími buňkami v dutině, která se vytváří z mesenchymu. Nemají vylučovací, dýchací ani oběhovou soustavu.
Jsou to hermafrodité s oddělenými pohlavními otvory, spermie mají dva bičíky. Rozmnožovat se mohou i nepohlavně (dělením). Po rozmnožení hynou.
Žijí převážně v moři, někdy žijí v symbióze s řasami (např. obrněnkami), potom jsou zeleně zbarvení (viz bezstřevka zelená).

## Systém
- Třída: Bezstřevky (Acoela)
  - Čeleď: Convolutidae Graff, 1905
    - bezstřevka zelená Convoluta convoluta (Abildgaard, 1806)

  - Čeleď: Isodiametridae[2]
  - Čeleď: Diopisthoporidae Westblad, 1940
  - Čeleď: Otocelididae Westblad, 1948
  - Čeleď: Proporidae Graff, 1882
  - Čeleď: Anaperidae Dörjes, 1968
  - Čeleď: Haploposthiidae Westblad, 1948
- Třída: Praploštěnky (Nemertodermatida)

## Fylogeneze
Od 2. desetiletí 21. století je z fylogenetických studií známo, že praploštěnci tvoří společně s mlžojedy (Xenoturbellida) přirozenou skupinu (klad) Xenacoelomorpha. Studie z r. 2024 nově ukázala, že mlžojedi pravděpodobně nejsou sesterskou, ale vnitřní skupinou praploštěnců, kteří jsou proto parafyletičtí. 
Správnější členění kladu Xenacoelomorpha je proto následující:
- Xenacoela;
  - Xenoturbellida;
  - Acoela;
- Nemertodermatida.